# Meisterschaft von Zürich 1991
Il Meisterschaft von Zürich 1991, settantottesima edizione della corsa, valido come ottava prova della Coppa del mondo di ciclismo su strada 1991, si svolse il 18 agosto 1991 su un percorso di 240 km. Venne vinto dal belga Johan Museeuw al traguardo con il tempo di 6h28'13" alla media di 37,093 km/h.

## Ordine d'arrivo (Top 10)
| Pos. | Corridore           | Squadra      | Tempo    |
| ---- | ------------------- | ------------ | -------- |
| 1    | Johan Museeuw       | Lotto        | 6h28'13" |
| 2    | Laurent Jalabert    | Toshiba      | s.t.     |
| 3    | Maximilian Sciandri | Carrera      | s.t.     |
| 4    | Maurizio Fondriest  | Panasonic    | s.t.     |
| 5    | Edwig Van Hooydonck | Buckler      | s.t.     |
| 6    | Andrej Čmil         | SEFB-Saxon   | s.t.     |
| 7    | Phil Anderson       | Motorola     | s.t.     |
| 8    | Falk Boden          | PDM-Concorde | s.t.     |
| 9    | Luc Roosen          | Tulip Comp.  | s.t.     |
| 10   | Dirk De Wolf        | Tonton Tapis | s.t.     |